# Walter Snyers
Walther Snyers (Beringen, 24 januari 1938 - Munsterbilzen, 25 maart 2020) was een Belgisch voetballer.

## Carrière
Snyers speelde van 1962 tot 1970 in de hoogste afdeling van het Belgisch voetbal. Tussen 1962 en 
1968 kwam hij 117 keer uit voor Beringen FC en scoorde hiervoor 8 doelpunten. Tussen 1968 en 1970 speelde hij voor Racing Mechelen.
Hij overleed op 82-jarige leeftijd in 2020. 